# Castrovirreyna (provincie)
Castrovirreyna is een provincie in de regio Huancavelica in Peru. De provincie heeft een oppervlakte van  3.985 km² en telt 19.169 inwoners (2015). De hoofdplaats van de provincie is het district Castrovirreyna.

## Bestuurlijke indeling
De provincie Castrovirreyna is verdeeld in dertien districten, UBIGEO tussen haakjes:
- (090402) Arma
- (090403) Aurahua
- (090404) Capillas
- (090401) Castrovirreyna, hoofdplaats van de provincie
- (090405) Chupamarca
- (090406) Cocas
- (090407) Huachos
- (090408) Huamatambo
- (090409) Mollepampa
- (090410) San Juan
- (090411) Santa Ana
- (090412) Tantara
- (090413) Ticrapo

Acobamba · Angaraes · Castrovirreyna · Churcampa · Huancavelica · Huaytará · Tayacaja